# Interjet
Interjet (юридична назва — ABC Aerolíneas, S. A. de C. V.) — колишня мексиканська бюджетна авіакомпанія, що здійснювала пасажирські авіарейси як всередині Мексики, так і в міжнародному напрямку в країни Карибського басейну, Центральної, Північної та Південної Америки. Базувалася в аеропорту Мехіко і аеропорту імені Адольфо Лопес Матеоса у місті Толука-де-Лердо.
Станом на грудень 2020 року авіакомпанія призупинила всі операції через несплату боргу, головним чином за рахунок витрат на паливо.
Авіакомпанія була найбільшим іноземним і стартовим замовником у Північній Америці російського регіонального літака Sukhoi Superjet 100. Станом на жовтень 2016 року компанія експлуатувала 22 такі машини із замовленням на ще 8 лайнерів.
Компанія належила групі компаній Aleman Group. Штаб-квартира була розташована у Мехіко.

## Історія
Авіакомпанія початку виконання рейсів 1 грудня 2005 року з парком у 7 A320, що раніше належали авіакомпанії Volare Airlines.

## Діяльність
Авіакомпанія працює з гібридної моделі. Літаки авіакомпанії мають однокласне компонування, що є ознакою лоукост-авіакомпанії.
З іншого боку, на рейсах пропонуються напої і закуски, а також система розваг. На відміну від більшості інших лоукост-авіакомпаній, крок крісел в літаках не мінімальний.

## Маршрутна мережа
Основною спеціалізацією Interjet є виконання пасажирських авіарейсів всередині самої Мексики за 37 напрямками. Вузлові аеропорти авіакомпанії розташовані в містах Мехіко і Толука де Лердо, звідки перевізник також виконує міжнародні рейси до США, Колумбії, Коста-Рику, Кубу і Гватемали.

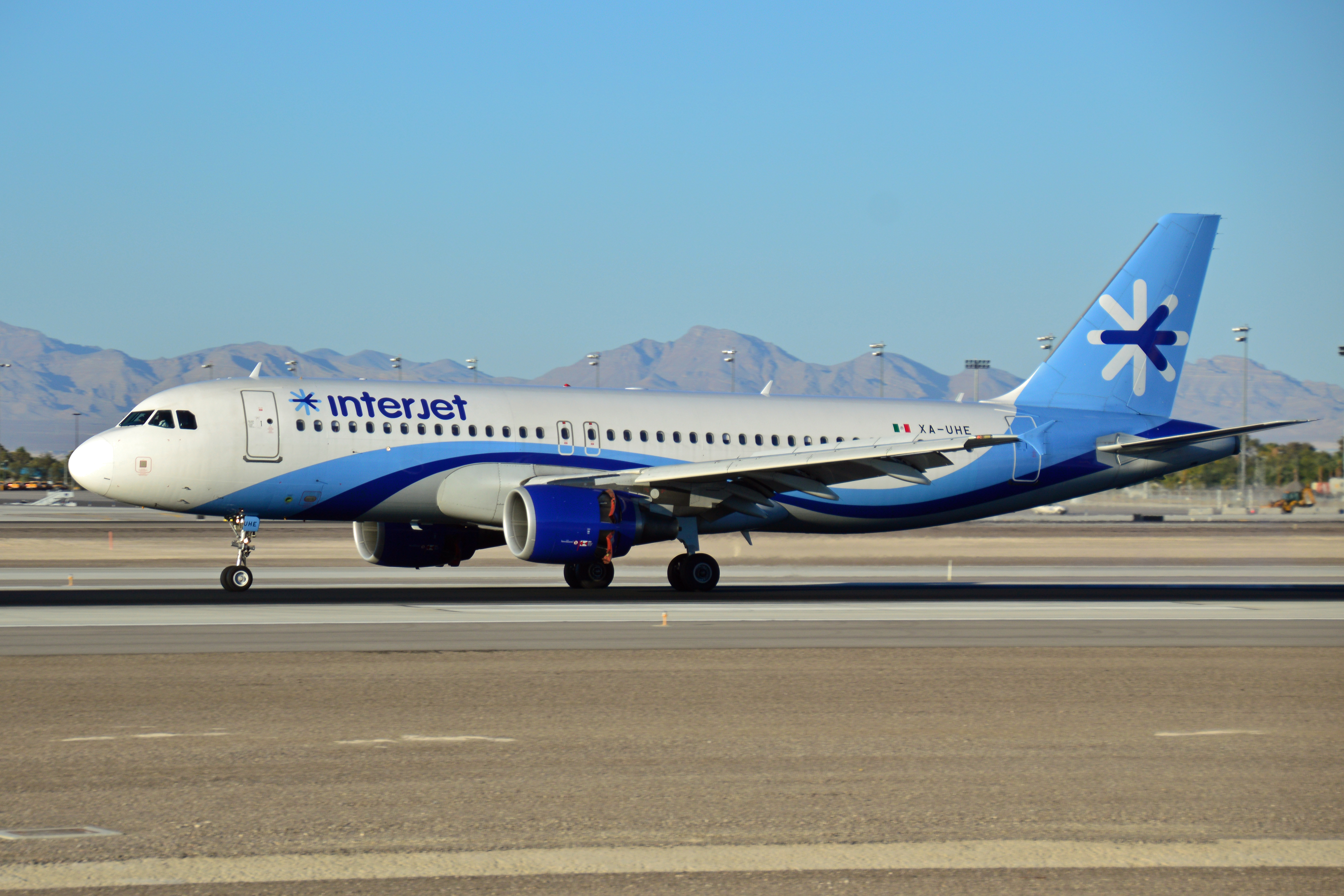
Airbus A320-200 Interjet

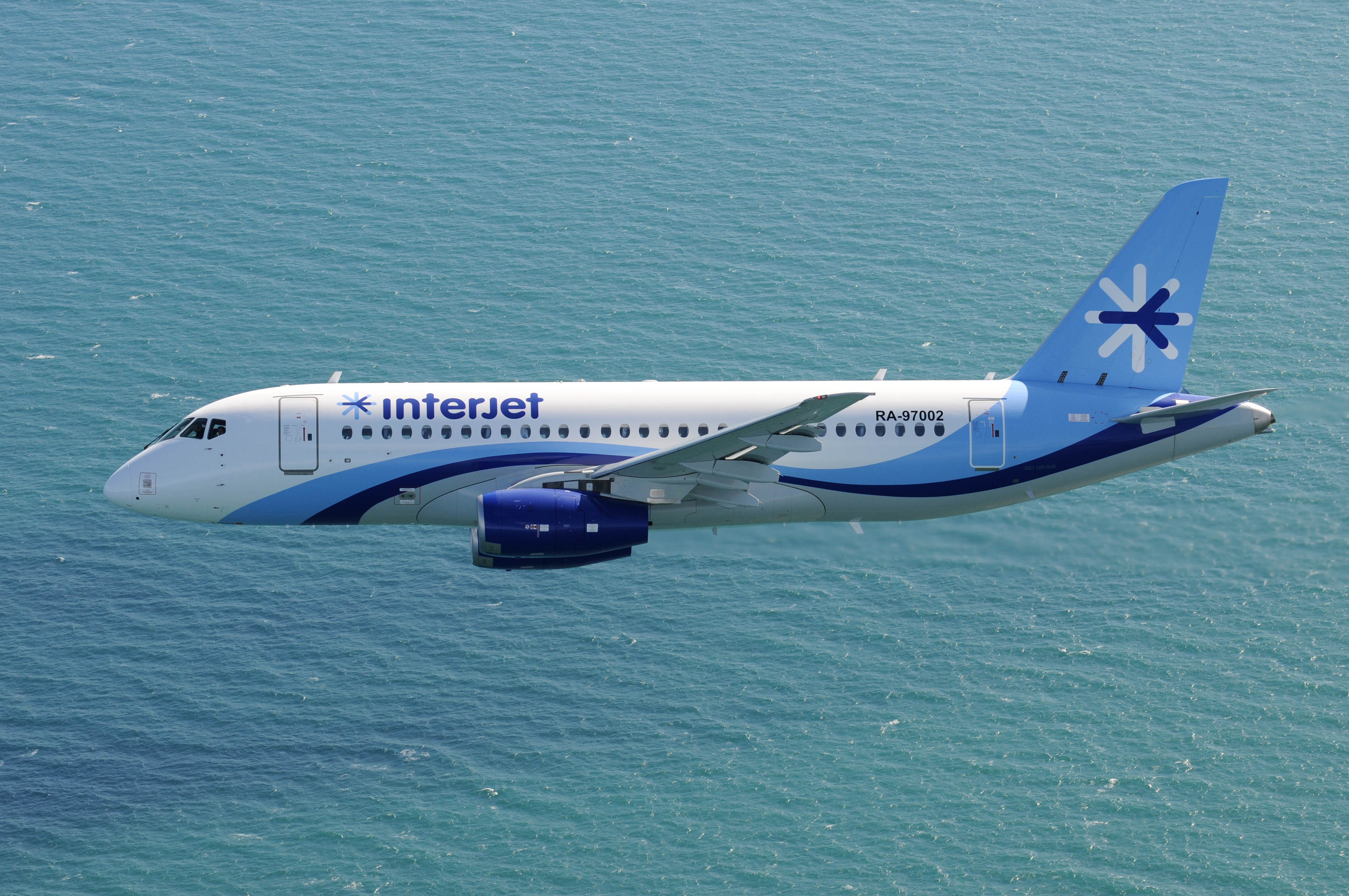
Sukhoi Superjet 100 авіакомпанії Interjet під час показового польоту

### Код-шерінгові угоди
Intejet також веде співпрацю з код-шерінгові угодами іншими авіакомпаніями:
| - American Airlines (Oneworld) - Iberia (Oneworld) |

## Флот
Станом на травень 2017 року повітряний парк авіакомпанії становить 73 літака. У флот входять такі моделі літаків:

## Програма лояльності
У авіакомпанії діє програма лояльності пасажирів Club Interjet. На відміну від більшості інших програм авіакомпаній пасажир накопичує не милі/бали, а грошові кошти, 10 % від кожного купленого квитка. Цю накопичену суму можна витрачати для повної або часткової оплати квитка без обмежень. Вартість передплати становить 20 доларів в рік.